# Czerwona Woda (dopływ Kamiennego Potoku)
Czerwona Woda – potok górski, lewy dopływ Kamiennego Potoku o długości 13,03 km.
Potok płynie w Sudetach Środkowych, w Górach Stołowych, w woj. dolnośląskim. Jego źródła położone są w na obszarze Parku Narodowego Gór Stołowych na wysokości 798 m n.p.m. na północno–wschodnim zboczu Skalniaka, na południowy zachód od miejscowości Karłów. Potok w górnym biegu, wypływając z wykapów na styku piaskowców ciosowych z nierozpuszczalnymi marglami na północno-wschodnim zboczu Skalniaka płynie w kierunku północno-wschodnim niewielkim zalesionym wyżłobieniem położonym na zboczu Stoliwa Skalniaka. Po przepłynięciu ok. 600 m przecina "Machowską Drogę" a następnie opuszcza Park Narodowy i wpływa na otwarty teren, podążając w stronę Karłowa, gdzie przecina "Drogę Stu Zakrętów" i ostro skręca na południowy wschód, gdzie równolegle do krawędzi stopni stoliw płynie płaską, słabo zaklęśniętą górską doliną Czerwonej Wody w kierunku ostatnich zabudowań Karłowa. Opuszczając Karłów wpływa ponownie na obszar Parku Narodowego Gór Stołowych i meandrując słabo zalesioną doliną płynie między Kręgielnym Traktem a Praskim Traktem do miejscowości Batorówek. W Batorówku  potok skręca na zachód i po kilkuset metrach wpływa w Cygański Wąwóz. Po kilkuset metrach potok opuszcza wąwóz oraz granice Parku Narodowego i dopływa do drogi "Kręgielny Trakt" i skręca na południowy wschód, wpływając do miejscowości Batorów. Przy południowo-wschodnich obrzeżach Batorowa potok, skręcając na południowy wschód, opuszcza miejscowość i wpływa na zalesiony teren doliny, gdzie po przepłynięciu ok. 1,5 kilometra skręca na południe i wpływa na niezalesiony obszar. Następnie wpływa do Szczytnej, gdzie wpada do Kamiennego Potoku.
Otoczenie potoku w większości stanowią lasy, rzadziej łąki. Średnia szerokość potoku wynosi 2,5 m a maksymalna głębokość 0,4 m. Koryto potoku kamienisto żwirowe z małymi progami kamiennymi. W dolnej części potoku występują niewielkie kamieniste bystrza. Zasadniczy kierunek biegu potoku jest południowo-wschodni. Potok zbiera wody ze wschodnich zboczy Gór Stołowych. W większości swojego biegu potok jest nieuregulowany, o wartkim prądzie wody, w okresach wzmożonych opadów i wiosennych roztopów stwarza zagrożenie powodziowe. Kilkakrotnie występował z brzegów podmywając przyległe pobocza drogi i miejscowości leżące w dolnym biegu. Charakteryzuje się dużą różnicą spadków, dobrym natlenieniem i niską temperaturą wody oraz nietypowym brunatno-czerwonym kolorem wody, co jest wynikiem odwadniania  doliny, na której położone są torfowiska: Wielkie Torfowisko Batorowskie, Niknąca Łąka, Kształtna Łąka, Zmrozowisko. W potoku żyją dwa gatunki rzadkich i chronionych ryb minóg strumieniowy i głowacz białopłetwy.